# Hạ Hầu Uyên
Hạ Hầu Uyên (chữ Hán: 夏侯淵: 164-219) tự Diệu Tài (妙才), là tướng quân phe Tào Ngụy thời Tam Quốc trong lịch sử Trung Quốc. Ông là em họ của Hạ Hầu Đôn.

## Thời trẻ
Hạ Hầu Uyên người Tiêu Quận, nước Bái (thuộc Dự châu), là đồng hương với Tào Tháo. Ông là hậu duệ của Hạ Hầu Anh - người phục vụ cho hoàng đế Cao Tổ Lưu Bang.
Khi còn trẻ, Hạ Hầu Uyên và Tào Tháo thường giao du với nhau. Tào Tháo phạm tội giết người, bị kết tội. Hạ Hầu Uyên đứng ra nhận hết tội về mình, vì vậy ông bị bắt giam còn Tào Tháo được minh oan. Tào Tháo ra ngoài cũng dốc tiền chạy quan địa phương thả Hạ Hầu Uyên ra. Tào Tháo biết ơn ông và gả em gái vợ cho.

## Sự nghiệp
Năm 190, Tào Tháo tập hợp lực lượng đánh Đổng Trác, Hạ Hầu Uyên cùng anh họ là Hạ Hầu Đôn cũng là họ hàng Tào Tháo dẫn 1000 quân đến giúp Tào Tháo. Sau đó, liên quân đánh Đổng Trác tan rã, Hạ Hầu Uyên giúp Tào Tháo tăng cường lực lượng và mở rộng lãnh thổ.
Năm 198, Hạ Hầu Uyên cùng Tào Tháo tham gia trận Hạ Bì chống lại Lã Bố. Kết cục của trận chiến là cái chết của Lã Bố. Trong quá trình chinh chiến, ông lần lượt giữ các chức vụ Biệt bộ tư mã, Kỵ đô úy, Thái thú Trần Lưu, Trung Lang Dĩnh Xuyên.
Năm 200, Tào Tháo và Viên Thiệu đại chiến tại Quan Độ, Hạ Hầu Uyên làm nhiệm vụ bảo vệ doanh trại và tiếp tế lương thảo. Trận Quan Độ kết thúc với thất bại hoàn toàn của Viên Thiệu và Tào Tháo làm chủ cả miền Bắc Trung Quốc từ đó. Hạ Hầu Uyên được thăng làm Đốc quân hiệu úy, chuyển sang việc quản quân lương ở 3 châu: Duyện, Dự, Tư Lệ.
Sau đó, Hạ Hầu Uyên cầm quân đánh dẹp các lực lượng chống đối như Xương Hy ở quận Thái Sơn, Từ Hòa ở quận Tế Nam, Lôi Tự ở quận Lư Giang, Thương Diệu ở quận Thái Nguyên, tộc người Đê (Chi) ở huyện Thâu My và huyện Khai thuộc quận Hữu Phù Phong, Lưu Hùng ở núi Chung Nam.
Năm 208, Hạ Hầu Uyên cùng Tào Tháo tham gia 2 trận đánh lớn ở Đương Dương Trường Bản và trận Xích Bích nhưng thất bại.
Năm 211, Mã Siêu dẫn 10 vạn đại quân Tây Lương tấn công Đồng Quan. Tào Tháo cùng Hạ Hầu Uyên, Hứa Chử, Từ Hoảng dẫn quân đến chiếm lại Đồng Quan. Thời gian đầu, Mã Siêu chiếm ưu thế nhưng Tào Tháo sau đó phản công thắng lợi đánh bại Mã Siêu nhưng Mã Siêu chạy trốn. Sau trận Đồng Quan, Tào Tháo sai Hạ Hầu Uyên trấn giữ Trường An phòng Mã Siêu. Ông cũng cầm quân dẹp một viên tướng Tây Lương khác là Dương Thu ở quận An Định.
Năm 213, Mã Siêu dẫn quân đánh chiếm lại Lũng Thượng gây ra trận chiến Ký Thành. Hạ Hầu Uyên nhận lệnh của Tào Tháo liên kết cùng Dương Phụ đánh bại Mã Siêu lần nữa khiến Mã Siêu phải chạy đến Hán Trung đầu hàng Trương Lỗ.
Năm 214, Hạ Hầu Uyên lại mang quân dẹp lực lượng nổi dậy của Tống Kiến. Năm 215, Tào Tháo cùng Hạ Hầu Uyên, Trương Cáp, Hứa Chử, Từ Hoảng dẫn quân đánh Hán Trung của Trương Lỗ. Trương Lỗ sai người dẫn quân đến Dương Bình Quan phòng thủ khiến quân Tào Tháo không qua được. Sau đó, Tào Tháo sai Hạ Hầu Uyên lặng lẽ dẫn quân đến đánh chiếm Dương Bình quan, quân của Trươg Lỗ không phòng thủ nên đại bại. Tào Tháo chiếm Hán Trung, trước khi rút về để Hạ Hầu Uyên cùng Trương Cáp ở lại trấn giữ.
Năm 217, Lưu Bị chia quân tiến đánh Hán Trung. Tào Tháo sai Tào Hồng, Tào Hưu ra hỗ trợ cho Hạ Hầu Uyên, đánh lui được quân Thục, tướng Ngô Lan bỏ chạy rồi bị người Đê giết.
Cuối năm 218, Lưu Bị cùng Pháp Chính, Hoàng Trung mang đại quân tấn công lên Hán Trung. Quân Thục nhanh chóng lấy cửa ải Dương Bình, sang đầu năm 219, vượt qua sông Miện Thủy. Lưu Bị đóng quân hạ trại tại núi Định Quân, Hoàng Trung được lệnh cầm một cánh quân mai phục ở phía sau đỉnh núi này.
Hạ Hầu Uyên không biết là mưu kế, mang toàn quân tới đánh doanh trại của Lưu Bị. Trong khi hai bên đang xô xát kịch liệt, đột nhiên Hoàng Trung từ trên cao thúc trống đánh xuống, khí thế rất mạnh vào sườn quân Tào. Quân Tào bị đánh tan nát không còn hàng trận. Hạ Hầu Uyên bị Hoàng Trung chém thành 2 mảnh,  Thứ sử Ích châu của Tào Tháo là Triệu Ngung cũng bị tử trận, gần như toàn bộ 5000 quân của ông cũng bị tiêu diệt. Không rõ năm đó ông bao nhiêu tuổi.
Sau đó Tào Tháo khởi đại quân đến nhưng vẫn thất bại và phải từ bỏ Hán Trung về tay Lưu Bị.

## Gia Quyến
- Anh họ: Hạ Hầu Đôn
- Vợ: Đinh Thị (丁氏), em gái của Đinh phu nhân - vợ Tào Tháo
- Con:
  - Hạ Hầu Hành (夏侯衡), thừa kế chức vị của Hạ Hầu Uyên, sau phong làm An Ninh Đình hầu.
  - Hạ Hầu Bá, sau khi Tào Sảng chết (năm 249) chạy sang hàng Thục Hán (do vợ Trương Phi là Hạ Hầu thị lại là cháu gọi Hạ Hầu Uyên bằng bác.)[7]
  - Hạ Hầu Xứng (夏侯稱), có tài từ nhỏ, được Tào Tháo và Tào Phi yêu mến, nhưng mất sớm năm 18 tuổi
  - Hạ Hầu Uy (夏侯威), trở thành đại thần Tào Ngụy, trấn thủ tại Kinh châu và Duyện châu
  - Hạ Hầu Vinh (夏侯榮), cùng bị giết trong trận Hán Trung với cha khi mới 13 tuổi
  - Hạ Hầu Huệ (夏侯惠), giữ chức Hoàng môn thị lang, tướng quốc nước Yên
  - Hạ Hầu Hòa, làm tới chức Thượng thư Bộ Lễ
- Cháu:
  - Hạ Hầu Tích (夏侯績), con của Hạ Hầu Hành
  - Hạ Hầu Tuấn (夏侯駿), con trưởng của Hạ Hầu Uy, làm thứ sử Tinh châu
  - Hạ Hầu Trang (夏侯莊), con thứ hai của Hạ Hầu Uy, trấn thủ Hoài Nam, lấy chị họ của Cảnh Hiến Dương hoàng hậu Dương Huy Du (vợ ba của Tấn Cảnh Đế Tư Mã Sư.)
- Chắt:
  - Hạ Hầu Bao (夏侯褒), con của Hạ Hầu Tích
  - Hạ Hầu Trạm (夏侯湛), con của Hạ Hầu Trang, làm thái thú Nam Dương
  - Hạ Hầu Quang Cơ (夏侯光姬), con gái của Hạ Hầu Trang, lấy Tư Mã Cận (司馬覲), mẹ của Tấn Nguyên Đế Tư Mã Duệ.

## Trong Tam quốc diễn nghĩa
Nhân vật Hạ Hầu Uyên trong tiểu thuyết Tam Quốc diễn nghĩa của La Quán Trung là nhân vật phụ, được mô tả khá gần với sử sách, hầu như không có những tình tiết hư cấu về ông trong tác phẩm này.
Ông xuất hiện từ hồi 4 khi cùng Tào Tháo khởi binh đánh Đổng Trác đến hồi 71 khi tử trận ở núi Định Quân. Việc Hạ Hầu Uyên tử trận được thầy bói Quản Lộ báo trước cho Tào Tháo ở những hồi trước bằng câu chiêm: "Ba tám tung hoành, Lợn vàng đạp hổ, mé nam núi Định Quân gãy một cánh tay". Lời chiêm được giải như sau: Ba tám tung hoành tức là 8 lần 3 là 24, tức năm Kiến An thứ 24 (219). Lợn vàng đạp hổ là tháng dần năm hợi, thời điểm ông tử trận. Mọi người ở Nghiệp Thành nghe Quản Lộ nói đều lo sợ sẽ có một viên đại tướng sắp thiệt mạng. Vì biết được lời đoán của Quản Lộ nên Trương Cáp trước đó thường thận trọng không dám mạo hiểm khi giao chiến với quân Thục, bị Hạ Hầu Uyên cùng Hàn Hạo, Hạ Hầu Thượng chê trách là nhát gan.